# Dalvik (maszyna wirtualna)
Dalvik – maszyna wirtualna oraz środowisko uruchomieniowe systemu operacyjnego Android. Dalvik był domyślną maszyną wirtualną systemów Android od wersji 1.0 Apple Pie (2008) do wersji 4.4 KitKat (2013). Od wersji 5.0 Lollipop (2014) został zastąpiony przez ART.

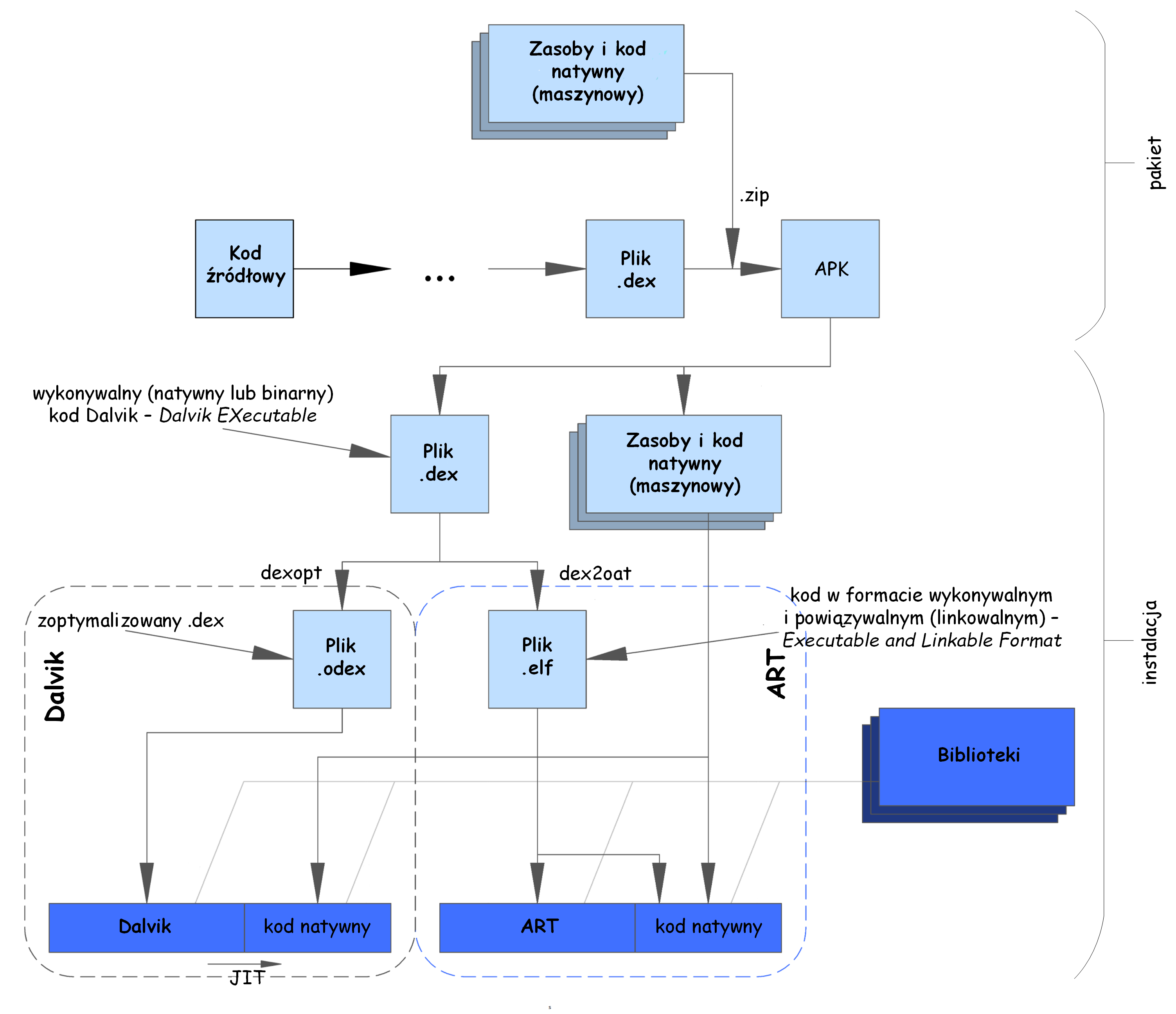
Schemat działania środowiska Dalvik oraz jego następcy – ART.

## Mechanizm działania[2][3]
Java, która jest domyślnym językiem w przypadku aplikacji systemu Android, wymaga, by jej kod źródłowy (.java) został skompilowany do kodu bajtowego (.class). Proces ten wykonywany jest przez program (kompilator) javac, dostępny w JDK. Następnie program dx (będący częścią Android SDK) konsoliduje tak skompilowane klasy w jeden plik, charakterystyczny dla systemu Android (classes.dex). Plik classes.dex wraz z innymi zasobami (np. obrazami wyświetlanymi w aplikacji) pakowany jest do archiwum apk. W momencie instalacji pakietu apk, ma miejsce optymalizacja kodu bajtowego (zawartego w classes.dex) przez program dexopt. Tak przygotowany kod umieszczany jest w katalogu /data/dalvik-cache. Podczas każdego uruchomienia aplikacji, kod bajtowy jest ładowany do pamięci, następnie kompilowany do kodu maszynowego (w trybie JIT) oraz wykonywany.

## Dalvik a maszynaJRE
Dalvik nie jest maszyną wirtualną Javy i używa własnego kodu bajtowego, jednak możliwa jest konwersja kodu bajtowego Javy do kodu Dalvika (za pomocą programu dx).

## Projekty podobne
Alien Dalvik to port maszyny wirtualnej Dalvik na inne systemy operacyjne niż Android.